# Luka Gugeszaszwili
Luka Gugeszaszwili (gruz. ლუკა გუგეშაშვილი, ur. 29 kwietnia 1999 w Tbilisi) – gruziński piłkarz występujący na pozycji bramkarza w azerskim klubie Qarabağ FK. Reprezentant Gruzji.

## Kariera
Jest wychowankiem Dinama Tbilisi. W sezonie 2015/2016 został włączony do składu pierwszej drużyny, jednak nie zdołał zadebiutować, a jedynie dwukrotnie zasiadł na ławce rezerwowych. Z początkiem stycznia 2016 trafił do Jagiellonii Białystok, gdzie występował w drużynie młodzieżowej, a później został włączony do kadry pierwszego zespołu i był wypożyczany kolejno do Podlasia Biała Podlaska, Dili Gori (dwukrotnie), drugiej drużyny Granady CF i Qarabağu FK.

## Odznaczenia
- Order Honoru – 2024[6][7][8][9]